# Architecture Art déco à Shanghai

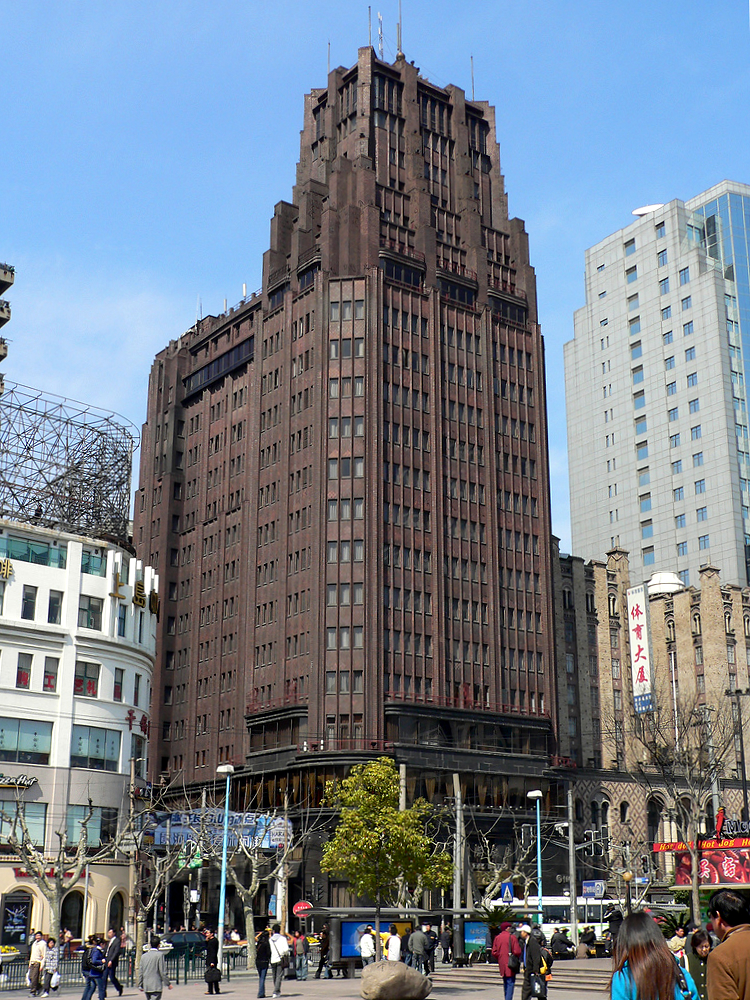
Le Park Hotel, de l'architecte László Hudec, est construit en 1934.

L'architecture Art déco à Shanghai s'est développée dans les années 1920, essentiellement sur le Bund.

## Présentation
De 1920 à 1940, Shanghai accueille une architecture moderne utilisant une technologie d'avant-garde avec un souci du détail décoratif. Celle-ci, lancée par un « capitalisme occidental sur le déclin », se développe sur le Bund (la berge des étrangers) au cœur de la concession internationale de Shanghai. C'est dans ce cadre que se développe l'architecture Art déco à Shanghai.
Pour l'architecte Buff Spencer Dodington, qui a vécu seize ans à Shanghai, la ville a connu au début du XXe siècle, des expansions commerciale, économique et de population, très importantes. C'est pourquoi les parties occidentales, comme l'ancienne colonie internationale et l'ancienne concession française présentent une multitude de bâtiments Art déco. Buff Spencer Dodington  souligne que l'Art déco de Shanghai est unique parce que les éléments traditionnels de conception chinoise ont été incorporés dans la palette art déco occidentale. Parce que c'est un style de construction qui invoque la symétrie, l'Art déco s'harmonise particulièrement bien avec le feng shui, le rendant populaire dans la culture chinoise.
À New York, la majorité des bâtiments Art déco de la ville sont monumentaux et commerciaux, les bâtiments Chrysler Building et Empire State Building sont parmi les exemples les plus célèbres. Une des plus grandes différences entre l'art déco de Shanghai et de New York, c'est qu'il n'y a pas eu de grande dépression économique à Shanghai pour arrêter la construction des bâtiments de style Art déco.

## Réalisations
Alors que Shanghai est surnommé le « Paris de l'Orient », plusieurs bâtiments de style Art déco sont construits dans les deux décennies 1920 et 1930. Ceux-ci sont l'œuvre d'abord d'architectes occidentaux puis d'architectes chinois qui rentrent de formation à l'étranger, essentiellement des États-Unis. Les réalisations Art déco, né en France, est remplacé par le style Art déco américain, Jazzy Style, puis des adaptations libres de ces deux mouvements architecturaux donne un style décoratif local, le Haipai ou Art déco shanghaïen. 
Le Cercle sportif français construit en 1925 est une œuvre des architectes français Paul Veysseyre et Alexandre Léonard. Le bâtiment accueillait une piscine, « copie conforme de notre Molitor », une salle de bal où Mao Zedong aimait danser existe toujours. Les deux architectes français réaliseront par ailleurs plusieurs bâtiments art déco au sein de la concession française de Shanghai,.